# Chno Dearg
Der Chno Dearg ist ein als Munro und Marilyn eingestufter, 1046 Meter hoher Berg in Schottland. Sein gälischer Name kann in etwa mit Roter Berg oder Roter Hügel übersetzt werden.
Er liegt in der Council Area Highland in den Grampian Mountains südöstlich von Spean Bridge. Zusammen mit dem benachbarten Munro Stob Coire Sgrìodain und diversen Vorgipfeln bildet er eine eigenständige kleine Berggruppe östlich von Loch Treig und südlich des Glen Spean. Durch das südöstlich liegende Tal des Allt Fèith Thuill ist sie vom weiter südlich liegenden Beinn na Lap getrennt.

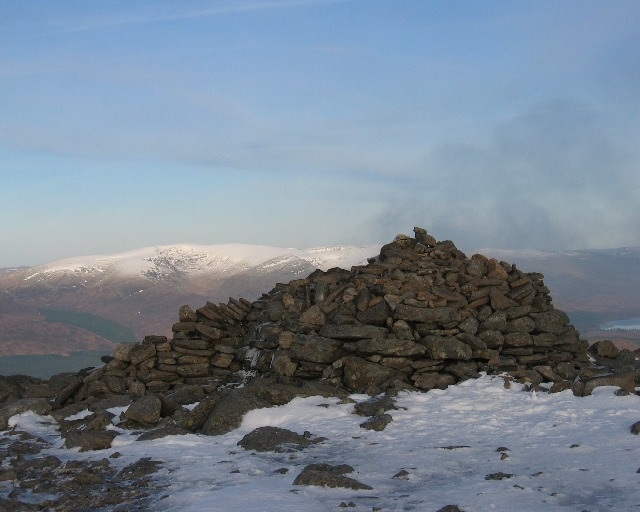
Der Gipfelcairn des Chno Dearg, im Hintergrund der nördlich jenseits des Glen Spean liegende Creag Meagaidh

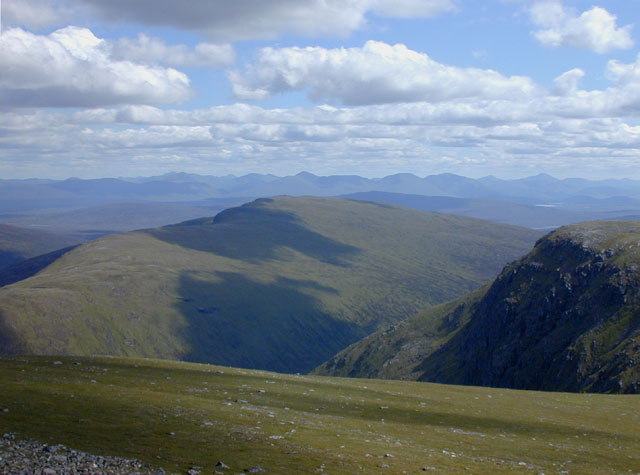
Blick vom Gipfel nach Süden, rechts die Ostwand des Vorgipfels Meall Garbh, in der Bildmitte der der Beinn na Lap

Der Chno Dearg ist ein wenig auffälliger breit gelagerter Berg mit einem gerundeten Gipfelplateau, das nach fast allen Seiten eher sanft abfällt und von steiniger Moos- und Heidelandschaft geprägt ist. Zusammen mit dem westlichen Nachbarn Stob Coire Sgrìodain umschließt er in Form eines nach Norden geöffneten Hufeisens das Coire an Lochain, ein nach Osten, zum Chno Dearg hin von sanften Grashängen geprägtes Kar. Dagegen fällt der Stob Coire Sgrìodain im Westen mit steileren, felsdurchsetzten Wänden in das Kar ab, das in der Mitte vom Lochan Coire an Lochain, einem kleinen, auf etwa 750 Meter Höhe liegenden Bergsee gefüllt wird. Der niedrigste Punkt zwischen den beiden Munros am Südende des Kars liegt bei etwa 890 Metern. Lediglich die Südostseite des Chno Dearg fällt steil und felsig in das Tal des Allt Fèith Thuill ab. Die Ostseite des Berges und der als Sròn Ruadh bezeichnete Südostgrat des Berges umschließen hier das felsige Glas-choire, südwestlich schließt sich das vom Sròn Ruadh und dem 976 Meter hohen Vorgipfel Meall Garbh umschlossene Coire nan Cnàmh an. Nach Nordosten verlaufen weniger ausgeprägte Grate, die in zwei kleineren Vorgipfeln, dem 815 Meter hohen Meall Chaorach und dem 708 Meter hohen Meall Dhearcaig enden.
Die meisten Munro-Bagger kombinieren eine Besteigung des Chno Dearg mit der des benachbarten Stob Coire Sgrìodain. Ausgangspunkt ist die kleine Ansiedlung Fersit nördlich der Staumauer von Loch Treig, die über einen Abzweig von der A86 erreicht werden kann. Von dort können beide Gipfel in einer Rundtour begangen werden, alternativ zunächst über den Nordgrat des Stob Coire Sgrìodain zu dessen Gipfel und weiter über den breiten Verbindungsgrat oberhalb der Wände des Coire an Lochain zum breiten Westhang des Chno Dearg. Der Abstieg vom Gipfel erfolgt dann über dessen breite Nordseite, zurück nach Fersit. Die Begehung ist auch in umgekehrter Richtung möglich. Ein deutlich längerer Zustieg ist aus Richtung Süden möglich, Ausgangspunkt ist hier der Bahnhof Corrour an der West Highland Line.